# Isola Auckland
Auckland (Motu Maha in lingua māori) è l'isola principale del gruppo omonimo, un arcipelago disabitato del Pacifico meridionale appartenente alla Nuova Zelanda. Viene inserita, assieme alle altre isole subantartiche neozelandesi, nell'elenco dei Patrimoni dell'umanità dell'UNESCO.

## Descrizione
L'isola si estende su un'area di 520 km² ed è lunga 42 km. È caratterizzata da scogliere impervie e da terreni accidentati, che in alcune zone possono superare i 600 m di altezza. Tra le vette più alte ricordiamo il Cavern Peak (650 m), il monte Raynal (635 m), il monte D'Urville (630 m), il monte Easton (610 m) e la Torre di Babele (550 m).
Il lato meridionale dell'isola si allarga fino a raggiungere i 26 km di larghezza. Qui, uno stretto canale noto come Carnley Harbour (o stretto di Adams) separa l'isola principale dalla più piccola isola Adams. Il canale è ciò che rimane del cratere di un vulcano estinto, dal quale l'isola Adams e la parte meridionale dell'isola principale costituiscono i margini. 3 km a nord dell'imboccatura del Carnley Harbour è situato Capo Lovitt, la punta più occidentale della Nuova Zelanda.

## Important Bird Area
L'isola fa parte della Important Bird Area (IBA) delle Auckland, riconosciuta come tale da BirdLife International; essa costituisce un importante sito di nidificazione per alcune specie di uccelli marini, tra i quali quattro specie endemiche: il cormorano delle Auckland, l'alzavola delle Auckland, il rallo delle Auckland e il beccaccino delle Auckland.